# Mirco Doddi
Mirco Doddi (* 11. Juni 1988) ist ein italienischer Biathlet.
Mirco Doddi ist wie ein großer Teil der italienischen Biathleten Sportsoldat und startet für C.S. Esercito, einen Verein der Sportfördergruppe des Heeres. Er bestritt seine ersten internationalen Rennen im Rahmen des Europacups der Junioren, des späteren IBU-Cups. Erste internationale Meisterschaften wurden die Junioren-Weltmeisterschaften 2007 in Martell. Im Einzel kam der Italiener bei der Heim-WM auf den 56. Platz, wurde 17. des Sprints, fiel im darauf basierenden Verfolgungsrennen bis auf den 49. Platz zurück und kam mit der italienischen Staffel an der Seite von Lukas Hofer und Mario Demetz auf den 13. Platz. Nächstes Großereignis wurden die Junioren-Weltmeisterschaften 2009 in Canmore, bei denen Doddi 43. des Einzels wurde und mit Dominik Windisch, Lukas Hofer und Rudy Zini auf den siebten Platz im Staffelrennen kam.
Zum Ende der Saison 2008/09 gab Doddi sein Debüt bei den Männern im IBU-Cup und erreichte in seinem ersten Rennen einen 40. Platz bei einem Einzel in Ridnaun. 2010 gewann er als 38. eines Sprints in Martell erstmals Punkte. Bei den Italienischen Meisterschaften 2009 gewann er mit Dominik Windisch und Daniele Piller Roner als Staffel C ihres Vereins CS Esercito bei einem Dreifachtriumph die Bronzemedaille. Erste internationale Meisterschaft bei den Männern wurden die Europameisterschaften 2012 in Osrblie. Im Einzel wurde er 59., im Sprint 47., im Verfolgungsrennen 48. und mit Pietro Dutto, Michael Galassi und Riccardo Romani als Startläufer im Staffelrennen Zehnter.